# Estación de Pacífico

Primeras ampliaciones del Metro de Madrid que incluían la estación de Pacífico

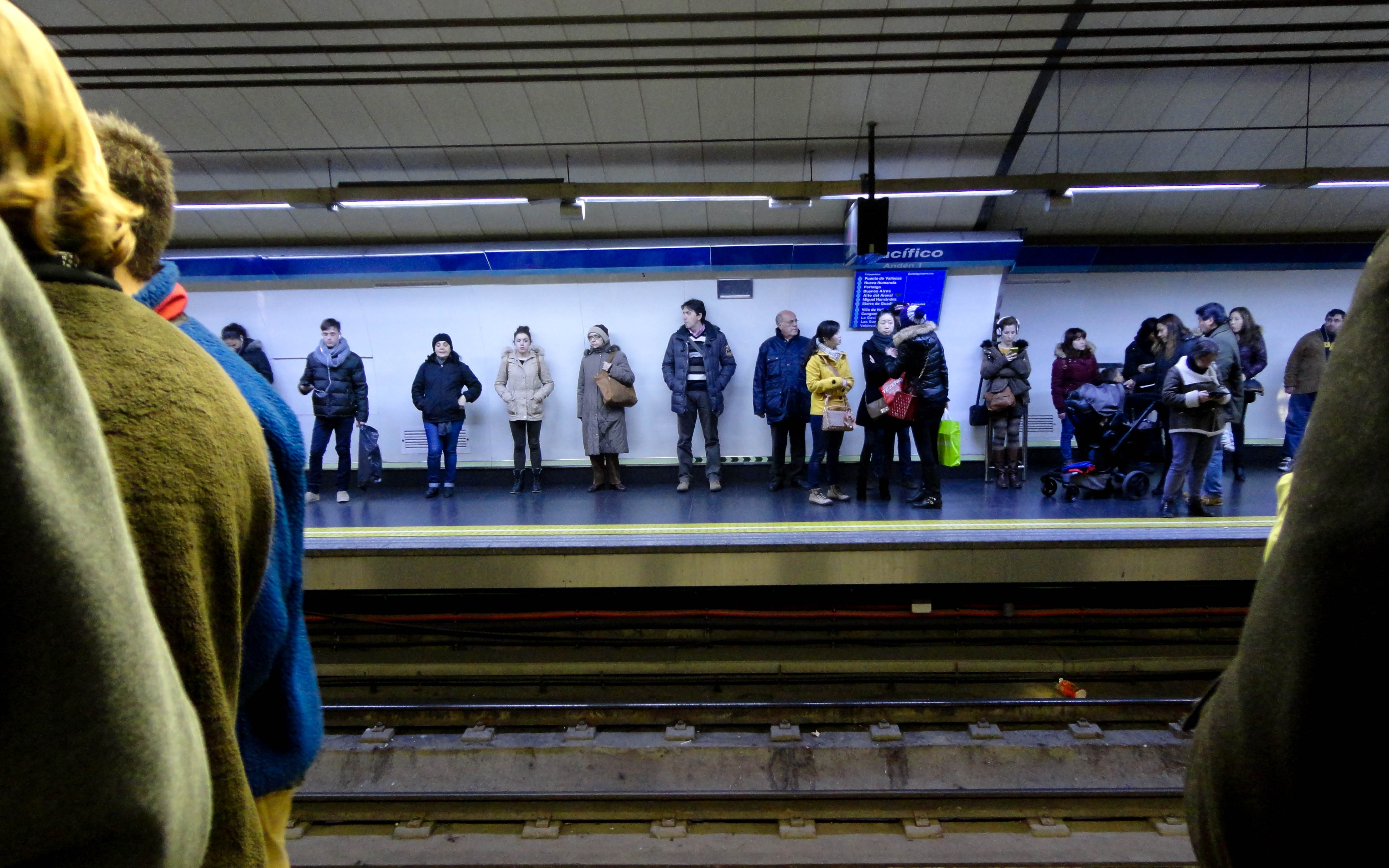
Andén de la estación de la línea 1

Pacífico es una estación de las líneas 1 y 6 del Metro de Madrid situada bajo la confluencia de la calle del Doctor Esquerdo y la avenida de la Ciudad de Barcelona. Su nombre hace referencia a la Calle del Pacífico, antiguo nombre de la Avenida de la Ciudad de Barcelona, calle nombrada en honor de las hazañas de la armada española en las costas de China y Chile en 1865.
En su interior se conserva, musealizado y con entrada bajo reserva, un vestíbulo original del Metro de Madrid de principios del siglo XX, diseñado por Antonio Palacios, aún con sus azulejos sevillanos y valencianos.

## Historia
La estación de la línea 1, cuyos andenes se sitúan bajo la avenida de la Ciudad de Barcelona a escasa profundidad, se inauguró, dentro del tramo Atocha-Puente de Vallecas, el 8 de mayo de 1923. La estación fue decorada por Antonio Palacios siguiendo el esquema de las otras estaciones del metropolitano, a base de azulejos blancos y cerámica. En los años 60 se ampliaron los andenes de la estación de 60 a 90 metros, lo que causó la destrucción de la decoración original de la estación. Únicamente se conservó el vestíbulo original de la estación (con las obras se aprovechó para crear dos nuevos vestíbulos en Doctor Esquerdo y Sánchez Barcáiztegui), que ha llegado a nuestros días intacto.
El 11 de octubre de 1979 se abrió al público la parte de la estación que incluye los andenes de la línea 6 al abrirse el primer tramo de ésta entre Cuatro Caminos y Pacífico. Se sitúan a mayor profundidad y bajo la calle del Doctor Esquerdo. Fue cabecera de la línea 6 hasta el 7 de mayo de 1981, cuando la línea se prolongó a Oporto.
El conjunto de la estación ha sido reformado recientemente con instalación de nuevas bóvedas y paredes de vítrex blanco. Actualmente dota de ascensores y rampas de acceso para personas de movilidad reducida a la estación.
Del 3 de julio al 20 de octubre de 2016, los andenes de la línea 1 permanecieron cerrada por las obras de mejora de las instalaciones de la línea 1 entre las estaciones de Plaza de Castilla y Sierra de Guadalupe.
El 11 de octubre de 2016 fue aprobado en el Pleno de la JMD de Retiro una proposición presentada por la asociación Metropolitano Histórico de Madrid (MHM) en la que se solicitaba:
- La protección del Vestíbulo original de la estación de Pacífico.
- La apertura del Vestíbulo original de la estación de Pacífico al público como parte del centro de interpretación de la historia de metro, Andén 0.
- La restauración de la azulejaría y decoración original de la estación para que vuelva a tener el aspecto de 1923.

El 1 de abril de 2017 se eliminó el horario especial de todos los vestíbulos que cerraban a las 21:40 y la inexistencia de personal en dichos vestíbulos.
Entre el 1 y el 31 de julio de 2021 actuó como cabecera de la línea 6 por el corte de esta entre Pacífico y Sainz de Baranda, que permanecía cerrado al público por obras. Durante las obras circuló un Servicio Especial de autobús entre las dos estaciones, con parada en Conde de Casal.
Entre el 24 de junio y el 26 de septiembre de 2023, el tramo Sol-Nueva Numancia de línea 1 permaneció cortado por obras. En su lugar se estableció un servicio sustitutivo de autobús entre Atocha y Valdecarros.

## Accesos
Vestíbulo Doctor Esquerdo
- Doctor Esquerdo, pares C/ Doctor Esquerdo, 186 (semiesquina Avda. Ciudad de Barcelona)
- Doctor Esquerdo, impares C/ Doctor Esquerdo, 219 (semiesquina Avda. Ciudad de Barcelona)
- Ascensor  Línea 6 - Ascensor. C/ Doctor Esquerdo, 219

Vestíbulo Sánchez Barcáiztegui
- Sánchez Barcáiztegui C/ Sánchez Barcáiztegui, 1. Acceso a andenes de Línea 1

## Líneas y conexiones

### Metro
| << cabecera        | < estación      | línea | estación >         | cabecera >> |
| ------------------ | --------------- | ----- | ------------------ | ----------- |
| Pinar de Chamartín | Menéndez Pelayo |       | Puente de Vallecas | Valdecarros |
| Circular           | Méndez Álvaro   |       | Conde de Casal     | Circular    |

### Autobuses
| Diurnos   |                     |                                                       |
| Línea     | Destino             | Parada                                                |
| 24        | Estación de El Pozo | 1408 PACÍFICO (Av. Cdad. de Barcelona frente al Nº73) |
| 37        | Puente de Vallecas  | 1408 PACÍFICO (Av. Cdad. de Barcelona frente al Nº73) |
| 54        | Congosto            | 1408 PACÍFICO (Av. Cdad. de Barcelona frente al Nº73) |
| 57        | Alto del Arenal     | 1408 PACÍFICO (Av. Cdad. de Barcelona frente al Nº73) |
| 141       | Buenos Aires        | 1408 PACÍFICO (Av. Cdad. de Barcelona frente al Nº73) |
| 24        | Estación de Atocha  | 1409 PACÍFICO (Av. Cdad. de Barcelona, 73)            |
| 37        | Cuatro Caminos      | 1409 PACÍFICO (Av. Cdad. de Barcelona, 73)            |
| 54        | Estación de Atocha  | 1409 PACÍFICO (Av. Cdad. de Barcelona, 73)            |
| 57        | Estación de Atocha  | 1409 PACÍFICO (Av. Cdad. de Barcelona, 73)            |
| 141       | Estación de Atocha  | 1409 PACÍFICO (Av. Cdad. de Barcelona, 73)            |
| 10        | Palomeras           | 1437 PACÍFICO (C/ Dr. Esquerdo, 180)                  |
| 56        | Puente de Vallecas  | 1437 PACÍFICO (C/ Dr. Esquerdo, 180)                  |
| 156       | Legazpi             | 1437 PACÍFICO (C/ Dr. Esquerdo, 180)                  |
| 10        | Cibeles             | 3720 PACÍFICO (C/ Dr. Esquerdo, 217)                  |
| 56        | Diego de León       | 3720 PACÍFICO (C/ Dr. Esquerdo, 217)                  |
| 156       | Manuel Becerra      | 3720 PACÍFICO (C/ Dr. Esquerdo, 217)                  |
| 8         | Legazpi             | 1978 PACÍFICO (Av. Cdad. de Barcelona, 81)            |
| 8         | Valdebernardo       | 5143 PACÍFICO (C/ Pedro Bosch)                        |
| 136       | Madrid Sur          | 5471 PACÍFICO (Cabecera Av. Cdad. de Barcelona, 192)  |
| 310       | Estación de El Pozo | 1977 PACÍFICO (Cabecera Av. Cdad. de Barcelona, 190)  |
| Nocturnos |                     |                                                       |
| Línea     | Destino             | Parada                                                |
| N10       | Palomeras           | 1408 PACÍFICO                                         |
| N25       | Villa de Vallecas   | 1408 PACÍFICO                                         |
| N10       | Cibeles             | 1409 PACÍFICO                                         |
| N25       | Alonso Martínez     | 1409 PACÍFICO                                         |